# 扎比爾基
50°12′31″N 25°33′35″E / 50.20861°N 25.55972°E
扎比爾基（烏克蘭語：Забірки），是烏克蘭的村落，位於該國西北部羅夫諾州，由杜布諾區負責管轄，面積0.002平方公里，海拔高度233米，2001年人口9，人口密度每平方公里4,500人。